# 楊瓚
楊 瓚（よう さん、大統16年（550年） - 開皇11年8月23日（591年9月16日））は、中国の隋の皇族。滕王。文帝楊堅の同母弟。字は恒生。またの名は慧。

## 経歴
楊忠と呂苦桃のあいだの子として生まれた。北周のとき、父の軍功により竟陵郡公に封ぜられ、武帝の妹の順陽公主を妻にめとった。右中侍上士から御伯中大夫に転じた。保定4年（564年）、納言となり、儀同の位を受けた。楊瓚の姿かたちが美しく、書を好み人士を愛して令名が高かったので、当時の人は楊瓚のことを楊三郎と称した。北斉に対する親征の軍が起こされると、楊瓚は長安の留守を預かり、武帝の信頼も厚かった。宣政元年（578年）、宣帝が即位すると、吏部中大夫に転じ、上儀同の位を加えられた。
大象2年（580年）、宣帝が死去すると、楊堅は禁中に入って北周の朝政を統轄しようと、楊勇らを召し出して計画を練った。楊瓚はもともと楊堅と合わなかったので、召集に応じず、「どうして一族を滅ぼすようなことをするのか」と言っていた。楊堅が丞相となると、楊瓚は大将軍に転じた。まもなく大宗伯に任じられ、礼律の典修にあたった。位は上柱国・邵国公に進んだ。楊瓚は楊堅の執政を見ながら、いまだ群臣の感情がまとまっておらず、楊家にとっての禍となるのを恐れて、ひそかに楊堅のために図ってやり、楊堅もこれを受け入れていた。開皇元年（581年）、隋が建国されると、滕王に立てられた。後に雍州牧に任ぜられた。文帝がかれと同席したときは、阿三と呼んでいた。後に事件に連座して牧の任を去り、滕王として王邸に入った。
楊瓚の妃の宇文氏は独孤皇后と合わず、ひそかに呪詛をおこなっていたことが発覚した。文帝は宇文氏を離縁するよう楊瓚に命じたが、楊瓚は妻と別れるに忍びず、強く請願した。文帝はやむをえず許したが、宇文氏の属籍を除いた。楊瓚は文帝に逆らったため、兄弟の関係はますます冷えきった。開皇11年（591年）、文帝に従って栗園におもむき、そこで突然死した。享年は42。当時の人は毒殺されたものと噂した。
子の楊綸が後を嗣いだ。

## 妻子

### 妻
- 宇文氏（北周の武帝の妹）

### 子
- 楊綸（字は斌籀、邵国公、邵州刺史。唐に帰順して、懐化県公）
- 楊坦（字は文籀、竟陵郡公）
- 楊猛（字は武籀）
- 楊温（字は明籀）
- 楊詵（字は弘籀、滕王位を嗣いだ）
- 楊静（字は賢籀、叔父楊嵩の後を嗣いだ。道王）
- 楊善籀

## 伝記資料
- 『隋書』巻44 列伝第9
- 『北史』巻71 列伝第59